# محمد قريقع (مراسل)
محمد محمد قاسم قريقع (15 مارس 1992 – 10 أغسطس 2025)، هُو مُصور ومراسل تلفزيوني فلسطيني، كان يعمل لصالح شبكة قنوات الجزيرة.

## حياته
وُلد قريقع في مدينة غزة عام 1992، ودرس في مدارسها وكان يسكن حي الشجاعية. درس بكالوريوس الصحافة والإعلام في الجامعة الإسلامية في غزة.
تُوفي والده عام 2002، وقُتل شقيقه كريم محمد قاسم قريقع (66 عامًا) في مارس 2025. إثر ضربة جوية إسرائيلية على مدينة غزة.
خلال حرب الإبادة الإسرائيلية على قطاع غزة، بدأ العمل لصالح قناة الجزيرة.

## اغتياله
اغتال جيش الاحتلال الإسرائيلي محمد قريقع رُفقة الصحفي أنس الشريف والمصوران إبراهيم ظاهر ومحمد نوفل مساء يوم الأحد 10 أغسطس 2025 في قصف جوي مباشر استهدف خيمة صحفيي قناة الجزيرة مقابل مجمع الشفاء الطبي في مدينة غزة.